# Rosa Schreiber-Freissmuth

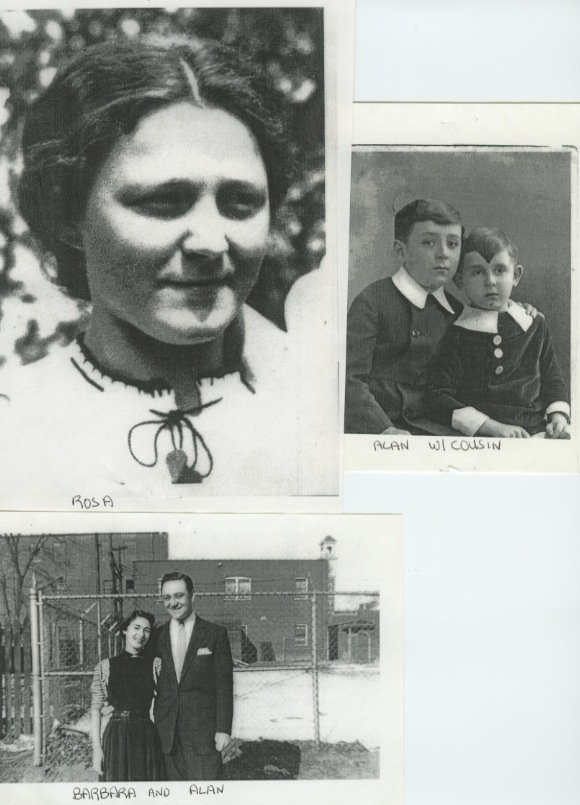
Rosa Schreiber-Freissmuth

Rosa Schreiber-Freissmuth (* 1913 in Graz; † 1996) war eine österreichische Apothekerin, die für ihre Rettung von Juden eines Arbeitslagers im Burgenland posthum 1997 zu einer Gerechten unter den Völkern ernannt wurde.

## Leben
Rosa Schreiber-Freissmuth, seinerzeit noch Rosa Schreiber, war Besitzerin einer Apotheke in Neuhaus am Klausenbach im österreichischen Burgenland. In der Nähe von Neuhaus befand sich ein „Arbeitslager“. Sie rettete das Leben des Jugendlichen Alan Brown und zunächst auch das seines Vaters, die beide an Typhus erkrankt waren, indem sie ihnen Medikamente und Essen besorgte. Sie rettete auch das Leben anderer Zwangsarbeiter dieses Lagers.
Der damals 16-jährige Alan Brown wurde im Dezember 1943 nach Neuhaus „versetzt“. In Neuhaus mussten die Zwangsarbeiter Schützengräben anlegen, die zur Verteidigung gegen die sowjetischen Truppen dienen sollten. Brown und sein Vater bekamen im Februar 1945 Typhus. Alan Brown schlich sich in der Nacht aus dem Lager zum Nachbarort Neuhaus und bat in der Apotheke von Schreiber um Medikamente. Bis zum Kriegsende versorgte Rosa Schreiber daraufhin Brown und seinen Vater mit Medikamenten und Essen. Alan Browns Vater starb einen Tag nach der Befreiung durch die sowjetischen Truppen.
Alan Brown emigrierte später in die USA und Kanada und wurde Professor für Ökonomie. Er war der einzige Überlebende seiner Familie. Nach einer Suche von insgesamt 16 Jahren machte er Rosa Schreiber schließlich ausfindig und bewirkte ihre Auszeichnung als Gerechte unter den Völkern.